# Леонский национализм

Флаг леонезистов

Леонский национализм, или леонезизм (исп. leonesismo) — национальное течение и идеология в Испании, отстаивающая целостность леонских провинций и стремящаяся к формированию отдельной леонской автономии вместо существующей провинции Кастилия и Леон.
Согласно опросу 2005 года, 42 % саламанцев и 31 % заморан идентифицируют себя как леонцы.
В понятие Леон традиционно включаются территории средневекового королевства Леон:
- Леон
- Самора
- Саламанка